# Bergham (Gemeinde Lochen)
Bergham ist eine Ortschaft in der Gemeinde Lochen am See im Bezirk Braunau am Inn in Oberösterreich.
Am 1. Jänner 2024 hatte Bergham 69 Einwohner.

## Lage und Verkehrsanbindung
Bergham liegt nordwestlich des Kernortes Lochen am See. Westlich verläuft die Landesstraße 505 und fließt die Mattig.

## Sehenswürdigkeiten
Unweit westlich von Bergham liegt das Naturschutzgebiet Imsee.